# Anna and the King
Anna and the King is een Amerikaans historisch drama uit 1999 onder regie van Andy Tennant met in de hoofdrollen Jodie Foster, Chow Yun-fat en Bai Ling. De film is gebaseerd op "Anna and the King of Siam", een roman van Margaret Landon uit 1944 die een fictief verslag geeft van de dagboeken van Anna Leonowens.

## Verhaal
De film vertelt het verhaal van Anna Leonowens, een Britse lerares in Siam aan het eind van de 19e eeuw. Zij wordt er de lerares Engels van de vele kinderen en vrouwen van Koning Mongkut.  
Aanvankelijk botsen de westerse opvattingen van Anna met de tradities en de autorirtaire houding van de koning, maar geleidelijk groeit er wederzijds respect en zelfs een stille, onuitgesproken romantische band tussen Anna en de koning. Hun relatie blijft echter beperkt tot vriendschap omdat zowel culturele verschillen als plichten in de weg staan.
Ondertussen worstelt de koning met politieke spanningen: Europese mogendheden proberen zijn land te koloniseren en binnen Siam zelf is er verzet tegen zijn hervormingen. Anna van haar kant onderwijst niet alleen de koningskinderen maar helpt ook de koning bij het presenteren van Siam als een geciviliseerde natie die bestand is tegen westerse inmenging. 

## Rolverdeling
| Acteur           | Personage                               |
| ---------------- | --------------------------------------- |
| Jodie Foster     | Anna Leonowens                          |
| Chow Yun-fat     | Koning Mongkut                          |
| Bai Ling         | Tuptim                                  |
| Tom Felton       | Louis T. Leonowens                      |
| Randall Duk Kim  | Generaal Alak                           |
| Lim Kay Siu      | Prins Chaofa                            |
| Melissa Campbell | Prinses Fa-Ying                         |
| Deanna Yusoff    | Gemalin Thiang                          |
| Geoffrey Palmer  | Lord John Bradley                       |
| Ann Firbank      | Lady Bradley                            |
| Bill Stewart     | Mycroft Kincaid, East India Trading Co. |
| Sean Ghazi       | Khun Phra Balat                         |

## Première en ontvangst
Anna and the King werd door 20th Century Fox uitgebracht in de Amerikaanse bioscopen op 17 december 1999. De film bracht wereldwijd 114 miljoen dollar op aan de kassa, tegenover een budget van 92 miljoen dollar.
De film kreeg gemengde recensies van critici die de productie, het kostuumontwerp en de muziek prezen, maar kritiek hadden op het scenario en de lengte. De film behaalde een score van 52% (100 recensies) op Rotten Tomatoes. Op Metacritic kreeg de film een score van 56 op 100 (32 recensies), wat duidt op "gemengde of middelmatige recensies".
Op de 72ste Oscaruitreiking kreeg de film twee nominaties, voor "Beste productieontwerp" en voor "Beste kostuumontwerp".